# خانه بی‌زن
خانهٔ بی‌زن نام یک مجموعه تلویزیونی ایرانی به کارگردانی «پرویز کاردان» در سال 1355 است که در پی موفقیت دور از انتظار مجموعۀ «خانه‌به‌دوش (مراد برقی)» ساخته شد و از تلویزیون ملی ایران پخش گردید.

## خلاصه داستان
این مجموعه تلویزیونی کمدی، درباره سرگردانی‌های مردی است که به جستجوی همسری مناسب است.

## بازیگران و عوامل تولید

### بازیگران
- ناصر گیتی‌جاه
- روح‌الله مفیدی
- اصغر سمسارزاده
- پرویز کاردان
- نگار
- امجدی
- درویشی

### عوامل تولید
- نویسنده و کارگردان: پرویز کاردان
- محصول: تلویزیون ملی ایران